# Diaporthe adunca
Diaporthe adunca är en svampart som först beskrevs av Roberge ex Desm., och fick sitt nu gällande namn av Niessl 1872. Diaporthe adunca ingår i släktet Diaporthe och familjen Diaporthaceae.   Inga underarter finns listade i Catalogue of Life.